# Халдоур Лакснес
Халдоур Килян Лакснес (на исландски Halldór Kiljan Laxness, правилен правопис на собственото име и фамилията по правилата за транскрипции Халдоур Лакснес) е исландски писател, автор на романи със социална тематика. Получава Нобелова награда за литература през 1955 г.
Последното есе на Сюзън Зонтаг, озаглавено „Пътешествие до центъра на романа“, е посветено именно на Лакснес и неговия „Kristnihald undir jökli“ („Християнство в подножието на ледника“, известен и само като „Под ледника“).

## Издания на български език
- Салка Валка - изд. ОФ (прев. Маргарита Попзлатева, Златко Попзлатев), 1957 г.
- Самостоятелни хора - изд. Народна култура (прев. Елена Николова-Руж), 1957 г.; изд. Роборид (прев. Айгир Сверисон), 2021 г.
- Летопис на стопанството Брекукот - изд. ОФ (прев. Стоян Икономов), 1964 г.
- Лиля - изд. Профиздат (прев. Ив. Хлебарова), 1965 г.
- Атомна база - изд. Партиздат (прев. Светослав Колев), 1982 г.
- Камбаната на Исландия - изд. Роборид (прев. Айгир Сверисон), 2014 г